# Петер Фрюгауф
Петер Фрюгауф (словац. Peter Frühauf; 15 серпня 1982, м. Пряшів, ЧССР) — словацький хокеїст, захисник. 
Вихованець хокейної школи ХК «Пряшів». Виступав за ХК «Пряшів», «Топека Скеркрауз» (ХЛСШ), ХК «Кошице», ХК «Требішов», МсХК «Жиліна», ХКм «Гуменне», «Тржинець», ХКм «Зволен», ХК «05 Банська Бистриця» та «Слован» (Братислава).
У складі національної збірної Словаччини провів 20 матчів; учасник чемпіонату світу 2010. У складі молодіжної збірної Словаччини учасник чемпіонату світу 2002. У складі юніорської збірної Словаччини учасник чемпіонату світу 2000.
Досягнення
- Чемпіон Словаччини (2012).